# Iuri Alcântara
Iuri Alcântara (Soure, 4 de agosto de 1980) é um lutador brasileiro de artes marciais mistas, atualmente compete no peso-galo do Ultimate Fighting Championship. É lutador profissional de MMA desde 2004, Iuri lutava pelo WEC antes da unificação da competição com o UFC em 2010.

## Carreira no MMA

### Início de carreira
Iuri nasceu na ilha de Marajó, no Estado do Pará de onde leva o apelido pelos ringues do UFC onde é anunciado como Iuri “Marajó” Alcântara. Marajó treina na equipe Strike Team e tem sua carreira gerida por Wallid Ismail, ex-lutador de Jiu Jitsu e dono do Jungle Fight que Marajó já foi campeão.
Iuri começou a competir profissionalmente em Março de 2004 e não voltou aos ringues até Junho de 2005 onde conseguiu duas vitórias no período de dois meses. Marajó também venceu torneio Grand Prix em Novembro de 2009 quando derrotou dois lutadores em uma única luta.

### Jungle Fight
Iuri conseguiu promoção para poder competir no Jungle Fight 19 contra Viscardi Andrade. Nessa luta, ele não conseguiu repetir o sucesso que vinha tendo e perdeu por decisão dos juízes para Andrade, algo que só tinha acontecido uma vez em sua carreira. Na sequência, conseguiu vitória importante fora do Jungle Fight, e retornou para encarar Armando Gomes no Jungle Fight 21. Ali ele conseguiu uma paralisação no primeiro round quando terminou a luta por nocaute técnico (socos).
No Grand Prix do Jungle Fight 22, Marajó competiu como peso leve contra Francisco Trinaldo, considerado um dos melhores em sua categoria que venceu lutadores veteranos como Luiz Firmino. Marajó finalizou o lutador com uma chave de braço no segundo round.
Com a vitória sobre Trinaldo, Iuri avançou para a disputa final contra o peruano Manuelo Morales. Marajó buscou a finalização e derrotou o peruano por knockout técnico após um chute de frente com apenas 16 segundos de luta. Com a vitória ele tornou-se o primeiro campeão peso leve do Jungle Fight.

### World Extreme Cagefighting (WEC)
No dia 3 de Novembro de 2010 foi anunciado que Marajó havia assinado contrato de cinco lutas com a Zuffa e que teria seu primeiro combate no evento final do WEC 53. Seu oponente foi Ricardo Lamas e Marajó venceu por knockout no primeiro round.

### Ultimate Fighting Championship (UFC)
Sua primeira luta no UFC será na divisão peso pena. Marajó estava se preparando para lutar contra Mackens Semerzier em 27 de Agosto de 2011 pelo UFC 134, entretanto, Semmerzier se machucou em treinamentos e não pode lutar. Após isso, o lutador Antonio Carvalho, novato no UFC, foi escalado para encarar Marajó, mais uma vez seu oponente se lesionou e foi substituído por Felipe Arantes. No UFC 134 que aconteceu no Rio de Janeiro, Iuri venceu Arantes por decisão unânime.
A próxima luta de Marajó foi no dia 14 de Janeiro contra o japonês Michihiro Omigawa no UFC 142 que aconteceu no Rio de Janeiro, Marajó venceu a luta por decisão unânime.
No UFC 147 Marajó encarou o estreante no UFC, Hacran Dias, da equipe nova união e foi derrotado por decisão, depois de sua primeira derrota no UFC, Marajó declarou que pode subir para a categoria dos leves.
Apesar de cogitar a subida para os leves, Marajó desceu para os galos para enfrentar George Roop no UFC on FX: Belfort vs. Bisping. Porém Roop se lesionou e seu substituto foi Pedro Nobre. Marajó acertou golpes na nuca de Nobre no primeiro round, o adversário foi incapaz de continuar e a luta foi dada com Sem Resultado.
Marajó então enfrentaria Marcos Vinícius no UFC on FX: Belfort vs. Rockhold, mas Vinícius se lesionou e foi substituído pelo companheiro de treinos de Marajó, Iliarde Santos. Marajó venceu por nocaute técnico no primeiro round.
Marajó enfrentou Urijah Faber no UFC Fight Night: Shogun vs. Sonnen. Marajó perdeu por decisão unânime.
Marajó enfrentou Wilson Reis no UFC Fight Night: Machida vs. Mousasi. Ele venceu por decisão dividida.
Iuri enfrentou Vaughan Lee em 31 de Maio de 2014 no UFC Fight Night: Muñoz vs. Mousasi e venceu por nocaute no primeiro round em apenas 25 segundos de luta. Ele também derrotou Russell Doane em 13 de Setembro de 2014 no UFC Fight Night: Pezão vs. Arlovski II por decisão unânime, em uma decisão polêmica.
Iuri enfrentou Frankie Saenz em 22 de Fevereiro de 2015 no UFC Fight Night: Pezão vs. Mir e foi derrotado por decisão unânime. Ele se recuperou da derrota vencendo o compatriota Leandro Issa em 1 de Agosto de 2015 no UFC 190 por decisão unânime.
Iuri enfrentou Jimmie Rivera em 30 de Janeiro de 2016 no UFC on Fox: Johnson vs. Bader, sendo derrotado por decisão unânime.

## Cartel no MMA
| Cartel no MMA   |             |             |
| 47 lutas        | 36 vitórias | 10 derrotas |
| Por nocaute     | 15          | 2           |
| Por finalização | 14          | 2           |
| Por decisão     | 7           | 6           |
| No contest      | 1           | 1           |

| Res.    | Cartel    | Oponente                              | Método                                               | Evento                                 | Data       | Round | Tempo | Local                 | Notas                                                  |
| ------- | --------- | ------------------------------------- | ---------------------------------------------------- | -------------------------------------- | ---------- | ----- | ----- | --------------------- | ------------------------------------------------------ |
| Derrota | 36-10 (1) | Cory Sandhagen                        | Nocaute Técnico (socos)                              | UFC Fight Night: Gaethje vs. Vick      | 25/08/2018 | 2     | 1:01  | Lincoln, Nebraska     | Luta da Noite.                                         |
| Vitória | 36-9 (1)  | Joe Soto                              | Nocaute Técnico (chute no corpo, cotovelada e socos) | UFC Fight Night: Machida vs. Anders    | 03/02/2018 | 1     | 1:06  | Belém                 | Performance da Noite.                                  |
| Derrota | 35-9 (1)  | Alejandro Pérez                       | Decisão (unânime)                                    | UFC Fight Night: Swanson vs. Ortega    | 09/12/2017 | 3     | 5:00  | Fresno, Califórnia    |                                                        |
| Derrota | 35-8 (1)  | Brian Kelleher                        | Finalização (guilhotina)                             | UFC 212: Aldo vs. Holloway             | 03/06/2017 | 1     | 1:48  | Rio de Janeiro        |                                                        |
| Vitória | 35-7 (1)  | Luke Sanders                          | Finalização (chave de joelho)                        | UFC 209: Woodley vs. Thompson II       | 04/03/2017 | 2     | 3:13  | Las Vegas, Nevada     | Performance da Noite.                                  |
| Vitória | 34-7 (1)  | Brad Pickett                          | Finalização (triângulo)                              | UFC 204: Bisping vs. Henderson II      | 08/10/2016 | 1     | 1:59  | Manchester            | Performance da Noite.                                  |
| Derrota | 33-7 (1)  | Jimmie Rivera                         | Decisão (unânime)                                    | UFC on Fox: Johnson vs. Bader          | 30/01/2016 | 3     | 5:00  | Newark, New Jersey    | Luta da Noite.                                         |
| Vitória | 33-6 (1)  | Leandro Issa                          | Decisão (unânime)                                    | UFC 190: Rousey vs. Correia            | 01/08/2015 | 3     | 5:00  | Rio de Janeiro        |                                                        |
| Derrota | 32-6 (1)  | Frankie Saenz                         | Decisão (unânime)                                    | UFC Fight Night: Pezão vs. Mir         | 22/02/2015 | 3     | 5:00  | Porto Alegre          |                                                        |
| Vitória | 32-5 (1)  | Russell Doane                         | Decisão (unânime)                                    | UFC Fight Night: Pezão vs. Arlovski II | 13/09/2014 | 3     | 5:00  | Brasília              |                                                        |
| Vitória | 31-5 (1)  | Vaughan Lee                           | Nocaute (socos)                                      | UFC Fight Night: Muñoz vs. Mousasi     | 31/05/2014 | 1     | 0:25  | Berlim                |                                                        |
| Vitória | 30-5 (1)  | Wilson Reis                           | Decisão (dividida)                                   | UFC Fight Night: Machida vs. Mousasi   | 15/02/2014 | 3     | 5:00  | Jaraguá do Sul        |                                                        |
| Derrota | 29-5 (1)  | Urijah Faber                          | Decisão (unânime)                                    | UFC Fight Night: Shogun vs. Sonnen     | 17/08/2013 | 3     | 5:00  | Boston, Massachusetts |                                                        |
| Vitória | 29-4 (1)  | Iliarde Santos                        | Nocaute Técnico (socos)                              | UFC on FX: Belfort vs. Rockhold        | 18/05/2013 | 1     | 2:31  | Jaraguá do Sul        |                                                        |
| NC      | 28-4 (1)  | Pedro Nobre                           | Sem Resultado (socos na nuca)                        | UFC on FX: Belfort vs. Bisping         | 19/01/2013 | 1     | 2:11  | São Paulo             | Alcântara golpeou Nobre na nuca; Estréia no Peso Galo. |
| Derrota | 28-4      | Hacran Dias                           | Decisão (unânime)                                    | UFC 147: Silva vs. Franklin II         | 23/06/2012 | 3     | 5:00  | Belo Horizonte        |                                                        |
| Vitória | 28-3      | Michihiro Omigawa                     | Decisão (unânime)                                    | UFC 142: Aldo vs. Mendes               | 14/01/2012 | 3     | 5:00  | Rio de Janeiro        |                                                        |
| Vitória | 27-3      | Felipe Arantes                        | Decisão (Unânime)                                    | UFC 134: Silva vs. Okami               | 27/08/2011 | 3     | 5:00  | Rio de Janeiro        | Estreia no UFC e no Peso Pena.                         |
| Vitória | 26-3      | Ricardo Lamas                         | Nocaute (socos)                                      | WEC 53: Henderson vs. Pettis           | 16/12/2010 | 1     | 3:26  | Glendale, Arizona     | Estreia no WEC.                                        |
| Vitória | 25-3      | Manuelo Morales                       | Nocaute Técnico (chute frontal no corpo)             | Jungle Fight 22                        | 18/09/2010 | 1     | 0:16  | São Paulo             | Ganhou o Cinturão Peso Leve Inaugural do Jungle Fight. |
| Vitória | 24-3      | Francisco Trinaldo                    | Finalização (chave de braço)                         | JF-Jungle Fight 22                     | 18/09/2010 | 2     | 2:24  | São Paulo             |                                                        |
| Vitória | 23-3      | Francisco Mario Marinho               | Finalização (kimura)                                 | AF-Amazon Fight 4                      | 13/08/2010 | 3     | 0:28  | Belém                 |                                                        |
| Vitória | 22-3      | Armando Gomes da Silva                | Nocaute Técnico (socos)                              | JF-Jungle Fight 21                     | 31/07/2010 | 1     | 4:01  | Natal                 |                                                        |
| Vitória | 21-3      | João Paulo Rodrigues de Souza         | Finalização (chave de braço)                         | IMC-Iron Man Championship 6            | 10/06/2010 | 1     | 2:11  | Belém                 |                                                        |
| Vitória | 20-3      | Viscardi Andrade                      | Decisão (dividida)                                   | Jungle Fight 19: Warriors              | 17/04/2010 | 3     | 5:00  | São Paulo             |                                                        |
| Vitória | 19-3      | Jackson Pontes                        | Finalização (triângulo com chave de braço)           | IMC-Iron Man Championship 5            | 11/03/2010 | 1     | 0:42  | Belém                 |                                                        |
| Vitória | 18-3      | Marinho Moreira da Rocha              | Finalização (triângulo)                              | IMC-Iron Man Championship 4            | 20/11/2009 | 1     | 3:40  | Belém                 |                                                        |
| Vitória | 17-3      | Jamil Silveira da Conceição           | Finalização (triângulo)                              | Leal Combat: Grand Prix                | 05/11/2009 | 1     | 0:45  | Natal                 | Venceu o Grand Prix de Leves do Leal Combat.           |
| Vitória | 16-3      | Francisco Silva                       | Nocaute Técnico (lesão no joelho)                    | Leal Combate: Grand Prix               | 05/11/2009 | 1     | 2:42  | Natal                 |                                                        |
| Derrota | 15-3      | Mauricio Reis                         | Finalização (chave de joelho)                        | MC-Minotauro Combat 1                  | 03/10/2009 | 1     | 0:49  | Macapá                |                                                        |
| Vitória | 15–2      | Alexandre Alcantara                   | Nocaute Técnico (socos)                              | BOF2-Belem Open Fight 2                | 17/09/2009 | 1     | 0:52  | Macapá                |                                                        |
| Vitória | 14-2      | Rafael Carvalho                       | Nocaute Técnico (socos)                              | IMC-Iron Man Championship 3            | 10/09/2009 | 1     | N/A   | Belém                 |                                                        |
| Vitória | 13-2      | Jimmy Lira Nascimento                 | Nocaute Técnico (socos)                              | IMVT - Champions                       | 19/04/2009 | 1     | 2:40  | Belém                 |                                                        |
| Vitória | 12-2      | Carlos Aldenis                        | Nocaute Técnico (socos)                              | TVT-Tribus de Vale Tudo                | 11/04/2009 | 2     | 3:22  | Santarém              |                                                        |
| Vitória | 11-2      | Jimmy Lira Nascimento                 | Nocaute Técnico (socos)                              | Iron Man Championship 2                | 19/03/2009 | 1     | 1:30  | Belém                 |                                                        |
| Vitória | 10-2      | Furdjel de Windt                      | Decisão (unânime)                                    | Cage Fight Event: Rumble in the Jungle | 21/12/2008 | 3     | 5:00  | Paramaribo            |                                                        |
| Derrota | 9-2       | Henrique Mello                        | Decisão (unânime)                                    | Fury FC: Fury Trials                   | 31/05/2008 | 2     | 5:00  | Rio de Janeiro        |                                                        |
| Vitória | 9-1       | Elielson Almeida                      | Finalização                                          | MF: Midway vs. Dinamite                | 15/05/2008 | 1     | N/A   | Belém                 |                                                        |
| Vitória | 8-1       | Ronie Ronie                           | Finalização (mata leão)                              | DFC2: The Lightweights                 | 19/03/2008 | 1     | N/A   | Santarém              |                                                        |
| Derrota | 7-1       | Andre Luis Oliveira                   | Nocaute Técnico (lesão na perna)                     | Predador FC 4: Kamae                   | 25/01/2007 | 1     | N/A   | Brasil                |                                                        |
| Vitória | 7-0       | Rerison Araujo                        | Finalização (chave de braço)                         | MF-Midway Fight                        | 29/06/2006 | 2     | N/A   | Belém                 |                                                        |
| Vitória | 6-0       | Ivanildo Nunes Santos                 | Finalização (chave de braço)                         | EF2-EcoFight 2                         | 06/05/2006 | 1     | 0:47  | Macapá                |                                                        |
| Vitória | 5-0       | Michel Addario Bastos                 | Nocaute Técnico (socos)                              | EF2-EcoFight 2                         | 06/05/2006 | 2     | 2:40  | Macapá                |                                                        |
| Vitória | 4-0       | Rafael Addario Bastos                 | Nocaute                                              | MCVT-Mega Combat Vale Tudo             | 01/10/2005 | 3     | 3:20  | Belém                 |                                                        |
| Vitória | 3-0       | Renenson Greugy Costa da Silva        | Finalização (chave de braço)                         | IMVT-Iron Man Vale Tudo 7              | 11/06/2005 | 1     | 0:11  | Macapá                |                                                        |
| Vitória | 2-0       | Jose de Arimateia Mesquita dos Santos | Finalização (chave de braço)                         | DDG-Desafio de Gigantes 2              | 13/03/2004 | 1     | 2:11  | Macapá                |                                                        |
| Vitória | 1-0       | Erlon Gabriel                         | Nocaute (socos)                                      | SVT-Super Vale Tudo Ananindeua         | 12/09/2003 | 1     | 3:17  | Ananindeua            |                                                        |